# Caldera (calefacción)
En los sistemas de calefacción, una caldera es el artefacto en el que se calienta un caloportador, generalmente agua, por medio de un combustible o resistencia eléctrica, que luego se distribuirá por los emisores mediante una red de tuberías.

## Descripción
Básicamente una caldera de calefacción consta de un hogar, donde se quema el combustible, y un intercambiador donde el calor producido por la combustión se trasmite al caloportador, que lo lleva a los emisores o elementos terminales. Cuando es necesario el uso de un quemador (para combustibles fluidos), el conjunto de caldera y quemador se llama generador.

### Caldera de combustibles fluidos
El combustible se prepara y quema en un quemador, dispositivo que funciona con un ventilador que impulsa aire hacia un inyector de combustible donde, por efecto venturi, este se mezcla con el aire en las proporciones adecuadas y se impulsa dentro del hogar, donde se produce la combustión. Cuando el combustible es líquido (gasóleo) es necesario pulverizarlo para conseguir la mezcla, por lo que requieren un inyector especial. Los combustibles gaseosos también deben mezclarse con el aire, aunque no es necesario pulverizarlos.

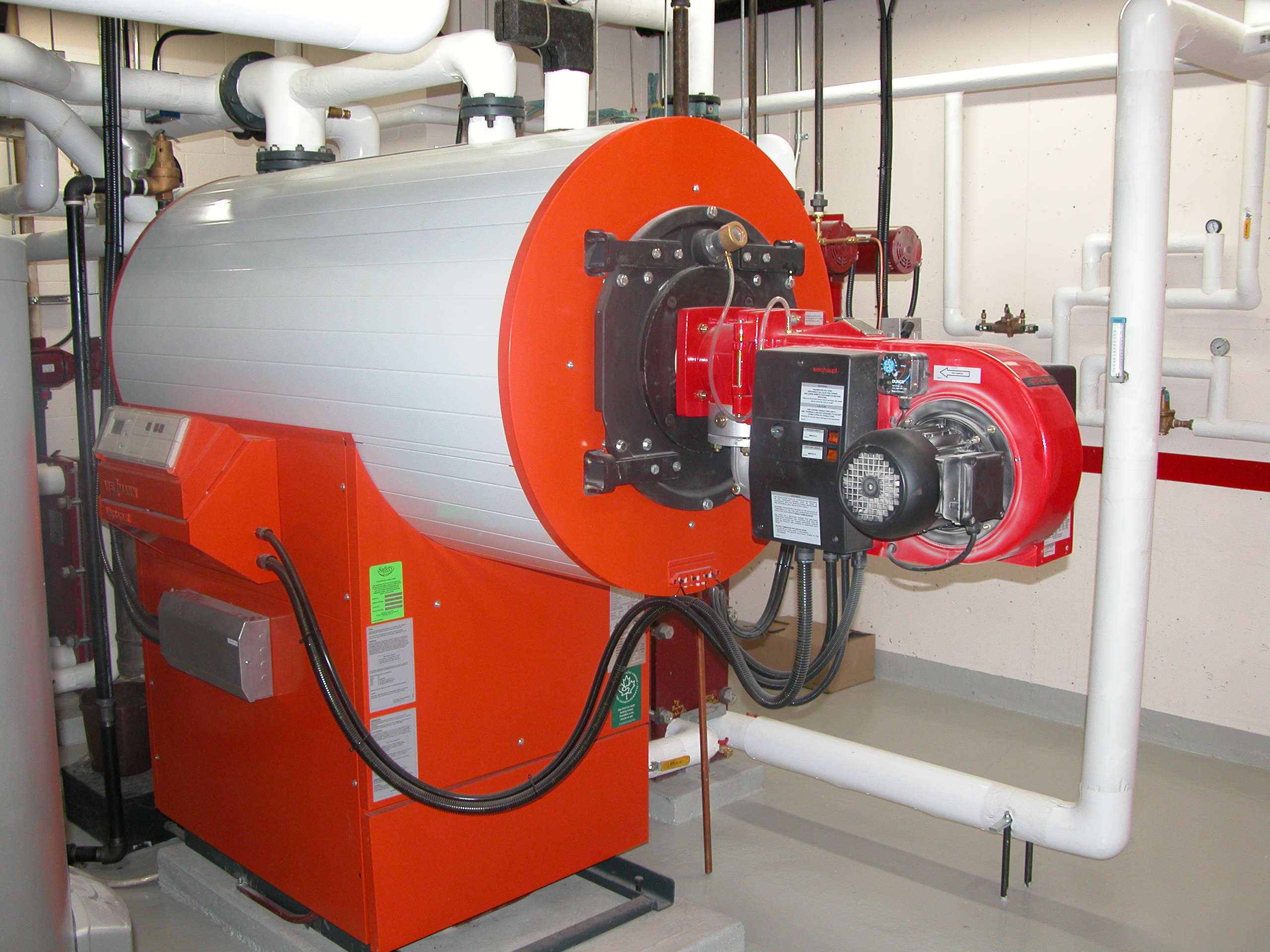
Caldera de condensación

El hogar consiste normalmente en un cilindro con el eje horizontal, con el fondo recubierto de material refractario, contra el que se proyecta la llamarada producida por el quemador. Los gases calientes revocan y vuelven hacia la puerta del hogar y, por los laterales, entran en una serie de tubos que están sumergidos en el caloportador, y por ellos llegan a la caja de humos, de la que arranca el conducto de evacuación de gases quemados.
El intercambiador de estas calderas envuelve el hogar en una primera instancia, pero luego tiene una serie de pasos, en los que los gases calientes de la combustión dejan el calor que llevan. Las más corrientes (llamadas pirotubulares) consisten en un haz de tuberías introducidas en el caloportador. Los gases circulan por los tubos, lo más lentamente posible (para ello tienen unas chapas, plegadas en espiral, llamados turbuladores) para que lleguen al final (caja de humos) con la menor presión posible y la temperatura más baja posible. En las calderas normales esta temperatura es como mínimo de unos 140 °C, para evitar que haya condensaciones, muy perjudiciales cuando el combustible tiene trazas de azufre, puesto que este, quemado, forma óxidos de azufre y sumado a vapor de agua condensado de la combustión puede formar ácido sulfúrico (SO3 + H2O → SO4H2), corrosivo, perjudicial para la buena conservación de los dispositivos, lo que se evita con temperaturas que impidan la condensación.(si el combustible contiene azufre, el problema se produce luego, en la atmósfera, cuando los óxidos de azufre, con el agua de lluvia, reaccionan formando el ácido y produciendo lluvia ácida. Por esta razón, los combustibles no deben contener azufre).
La regulación de la potencia, en los dos tipos, se hace por tiempo de funcionamiento, con paradas y arranques del quemador, o mediante la regulación del tamaño de la llama (quemadores modulantes y quemadores por etapas).

#### Calderas de condensación
En las calderas de condensación la temperatura es todavía más baja y la formación de ácidos se evita con un combustible que no contenga azufre (generalmente funcionan con gas natural), lo que permite el aprovechamiento del calor de vaporización del agua formada en la combustión (CH4 + 2O2 -> CO2 + 2H2O). Su gran ventaja es que el rendimiento es mucho mayor que las normales, pero tienen el inconveniente de que la temperatura máxima que puede alcanzar el caloportador es más baja que en las normales, para permitir la condensación, lo que exige emisores (radiadores) más grandes (con mayor superficie de emisión) o sistemas de emisión a baja temperatura (suelo radiante). Calderas de Condensación
Existe una variante que funciona en condensación cuando la exigencia de calor no es excesiva y como calderas normales (con menor rendimiento) cuando las temperaturas exteriores son muy bajas.

#### Calderas con quemador atmosférico
Además hay calderas específicas para gases combustibles que tienen un quemador atmosférico. En este caso funciona al revés: el gas sale por los inyectores por su presión de suministro y, por efecto Venturi, aspira aire y se mezcla con él en la proporción adecuada y se quema en los quemadores, subdividido en pequeñas llamas, dentro de un intercambiador. Las más conocidas de estas calderas son las llamadas murales, aunque también existen en tamaños grandes.

### Caldera de combustible sólido
En las de combustibles sólidos (carbón o, actualmente, biomasa), el hogar consta de dos compartimentos superpuestos, cada uno con su portilla correspondiente. En el superior, brasero, se coloca el combustible sobre una parrilla. El inferior, cenicero, recibe las cenizas del combustible. Por la portilla de este entra el aire necesario para la combustión y los humos salen por un conducto (humero o chimenea) vertical, por tiro térmico, conducto que parte desde el brasero. El propio tiro térmico crea en el hogar una falta de presión que aspira el aire necesario para la combustión; la cantidad de aire puede regularse abriendo, más o menos, la portilla del cenicero; a menudo esta portilla tiene unos orificios que pueden abrirse o cerrarse a voluntad mediante una mariposa. La combustión es continua, no hay paradas desde que se enciende hasta que se apaga por falta de combustible, y la regulación de la potencia se hace abriendo o cerrando la entrada del aire.
En estas calderas, el intercambiador es la envoltura, que tiene una doble pared entre cuyas capas circula el caloportador. En algunas, incluso la rejilla de separación entre el brasero y el cenicero consiste en una serie de tuberías, por cuyo interior también circula el caloportador.
En general las calderas de combustible sólido, sea carbón o pellas de madera, emiten el aire exterior gran cantidad de partículas (hollines) contaminantes, por lo que no son recomendables.

## Funcionamiento

### Temperaturas del agua
El caloportador puede calentarse a diferentes temperaturas. En las calderas normales no se suelen sobrepasar los 90 °C, quedando por debajo del punto de ebullición del agua a presión atmosférica. En calderas más grandes, para dar servicio a barriadas, se llega hasta los 140 °C, manteniendo la presión alta en las conducciones para que no llegue a evaporarse (agua sobrecalentada). Existen también calderas de vapor, en las que el agua se lleva a la evaporación y se distribuye el vapor a los elementos terminales, pero en Europa está bastante en desuso, porque la temperatura superficial de éstos resulta ser muy alta y entraña peligro de quemaduras. Existen también calderas en que el agua se calienta a temperaturas inferiores a 70 °C y que consiguen elevados rendimientos (caldera de condensación).

### Energía y depósitos
La energía empleada puede proceder de combustible sólidos (leña, carbón, pellas de madera), líquidos (fuelóleo, gasóleo) o gaseosos (gases licuados de petróleo o GLP, gas natural) o bien proceder ser energía eléctrica (incluyendo la electricidad renovable) o energía térmica (como la procedente de placas solares, geotérmica o aerotermia.
Con respecto al gas, para el envasado (botellas) de butano cada una pesa 13 kg, y las de propano pesan 11 kg cada una, aunque hay botellas de 35 kg, que se pueden poner varias en batería. El propano se puede suministrar en mayores cantidades en depósitos (también denominado a granel) o si está canalizado (aire propanado).

### Caldera combinada
Una caldera combinada es la que se utiliza para calefacción y agua caliente sanitaria.

## Rendimiento de las calderas
Se llama rendimiento de una caldera a la relación, generalmente expresada en porcentaje, entre el calor realmente producido (calor útil) en la caldera y la capacidad de producir calor del combustible empleado.
Se consideran normalmente dos tipos de rendimiento: rendimiento instantáneo y rendimiento estacional.
Son varios los procesos que restan rendimiento durante la combustión:
- Mezcla con el aire necesario para la combustión: generalmente el aire proporcionado a la caldera suele estar a la temperatura ambiente, por lo que una parte del calor producido en la combustión se empleará en calentarlo. En la combustión, el único componente útil del aire es el oxígeno, como comburente, pero este es apenas un 22% del total y el resto, el 78%, es nitrógeno fundamentalmente y otros gases en muy pequeña medida, que no intervienen, y que saldrán calientes por los sistemas de evacuación de gases quemados, perdiéndose en la atmósfera el calor empleado en calentarlos.

Por ello es muy importante que la entrada de aire sea limitada a lo justo y necesario, sin excesos. Teóricamente, el combustible ha de encontrar el número de átomos de oxígeno necesario para la combinación completa de los elementos que lo forman. Cualquier exceso, sería añadir un exceso de aire, bajando el rendimiento. De cualquier modo, siempre es necesario un pequeño exceso de aire para evitar que algunas moléculas de combustible "no encuentren" sus correspondientes átomos de oxígeno, lo que daría inquemados.
- Pérdidas de calor del sistema: como cualquier sistema físico, en la caldera y sus accesorios, es imposible evitar pérdidas de calor, de modo que una parte del calor producido se pierde por la envolvente del hogar hacia el local donde está la caldera. Naturalmente, es importante que la envolvente está adecuadamente aislada térmicamente.
- Pérdidas por los gases quemados: también se pierde calor por los gases quemados expulsados al exterior, los cuales están calientes, no solo el nitrógeno, ya mencionado, sino los gases producidos en al combustión: dióxido de carbono y vapor de agua.
- Hay que sumar también el calor latente de cambio de estado del agua, que lleva calor al exterior al ser expulsada en forma de vapor. Existen calderas de condensación que recuperan en gran parte este calor, aumentando mucho el rendimiento, pero incluso en ellas, parte del vapor sale al exterior por el conducto de gases quemados.
- Pérdidas por puesta en marcha: en cada arranque y parada se producen pérdidas porque la caldera está fría y porque el combustible no se quema completamente en esos primeros momentos.

El rendimiento instantáneo se mide con la caldera en marcha, a plena potencia y cuando lleva un rato funcionando. Tiene en cuenta las tres primeras causas de pérdidas entre las enumeradas más arriba. Los requisitos de rendimiento de las calderas que se exigen en las diversas normativas nacionales e internacionales, se refieren a este rendimiento específicamente.
La cuarta causa, el calor latente de vaporización del agua formada en la combustión, se tiene directamente en cuenta al tomar el rendimiento sobre el poder calorífico inferior, de modo que, aunque es una pérdida de calor, no se contabiliza en la mayoría de los casos.
Entre unas cosas y otras, el rendimiento instantáneo de una caldera oscila entre el 70% y algo más del 90%, sobre el poder calorífico inferior del combustible, teniendo mejor rendimiento las calderas grandes; también mejora el rendimiento parcializando la generación de calor, con dos o más generadores en paralelo o con quemadores de tres etapas o modulantes, de modo que alguna caldera no pare en ningún momento.
Las mencionadas calderas de condensación pueden llegar a tener rendimientos del 105 por ciento sobre el poder calorífico inferior, pero evidentemente siempre por debajo del 100 por ciento cuando se refiere al poder calorífico superior.
El rendimiento estacional tiene en cuenta, además, la última causa y depende, más que del propio generador, del uso que se haga de él y del modo como esté instalado (en serie con otros, con quemador de una etapa o varias o modulante, etc).
Otra condición  indispensable para el buen rendimiento de los generadores es llevar a cabo un adecuado mantenimiento, no solo de limpieza, sino de puesta a punto del quemador. Con el funcionamiento pierden el buen punto, y entonces se reduce el rendimiento (exceso de aire o falta del mismo, con parte del combustible inquemado).
La norma UNI 10389:2009 contempla los siguientes tipos de rendimiento: 
- Los valores nominales de las potencias y de los rendimientos son los declarados y garantizados por el constructor para el régimen de funcionamiento continuo;
- La potencia térmica del hogar en un generador de calor es el producto del poder calorífico inferior del combustible empleado por el caudal de combustible quemado (m3/h calculados por ejemplo por el contador); la unidad de medida utilizada es el kW;

1. La potencia térmica convencional en un generador de calor es la potencia térmica del hogar menos la potencia térmica perdida en la chimenea; dicha potencia no representa la potencia realmente cedida al fluido caloportador (agua o aire) al no considerar las pérdidas de la caldera en el ambiente donde se encuentra; la unidad de medida utilizada es el kW;
2. La potencia térmica útil en un generador de calor es la cantidad de calor trasladada en la unidad de tiempo al fluido caloportador, correspondiente a la potencia térmica del hogar menos la potencia térmica intercambiada por el envolvente del generador con el ambiente y menos la potencia térmica perdida en la chimenea; la unidad de medida utilizada es el kW;
3. El rendimiento de combustión, sinónimo de rendimiento térmico convencional en un generador de calor, es la relación existente entre la potencia térmica convencional y la potencia térmica del hogar;
4. El rendimiento térmico útil en un generador de calor es la relación existente entre la potencia térmica útil y la potencia térmica del hogar.

## Accesorios
Además deben disponer de accesorios tales como:
- quemadores
- vaso de expansión
- termostatos (de funcionamiento y de seguridad)
- válvula de seguridad
- llaves de paso y regulación

Los accesorios más comunes son los que siguen:
- Accesorios de observación destinados a vigilar la operación de la caldera:
  - tubos de nivel
  - grifos de prueba
  - manómetros
  - termómetros
  - analizadores de gases

- Accesorios de alimentación de combustible:
  - grupo de presión de combustible
  - línea de alimentación de gas (regulador de presión)
  - quemadores para combustibles líquidos y gaseosos
  - quemadores mecánicos para combustibles sólidos
  - elementos manuales

- Accesorios de limpieza: 
  - registros o tapas de limpieza
  - válvulas de purga
  - estaque de retención de purgas
  - escabiadores
  - deshollinadores (en las de combustible sólido).